# Pico-ITX
Pico-ITX — форм-фактор системних плат для PC, анонсований VIA Technologies в січні 2007 і продемонстрований в тому ж році на CeBIT.

## Історія

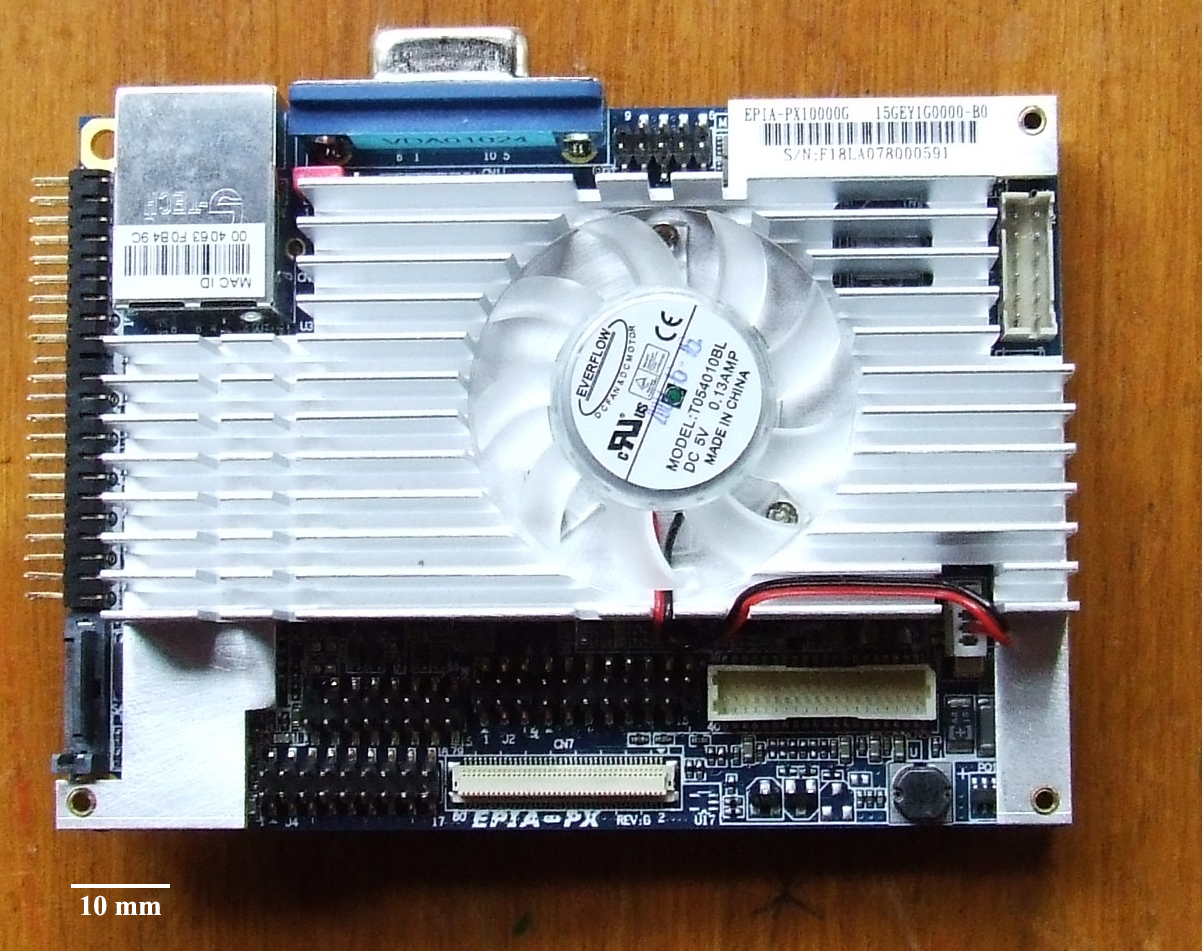
Материнська плата формату Pico-ITX

Першу материнську плату стандарту Pico-ITX представила компанія VIA Technologies. Ці плати будуть виготовлятися для надкомпактних комп'ютерних систем невисокої продуктивності.
Розміри плати становлять всього лише 100 × 72 мм. На ній встановлюється процесор VIA C7 з тактовою частотою в 1 Ггц, чипсети CX700M/VX700 з інтегрованим графічним ядром, пам'ять DDR2 SO — DIMM. Плата має чотири роз'єми USB, один контролер Ethernet і контролер SATA-2. Крім того, виробникам вдалося розмістити на платі звукову карту VIA VT1708A (7.1 HDA і S/PDIF) і універсальний кардрідер.
Плати Pico-ITX розроблені також і для процесора Intel Atom.

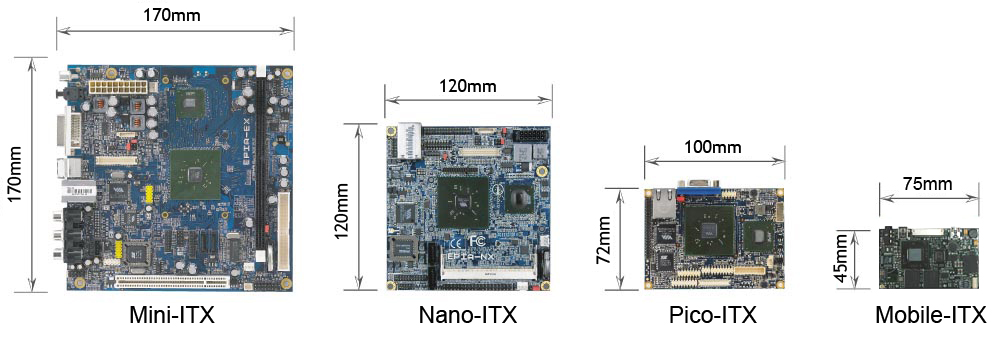
Порівняння форм материнських плат ITX